# تاریخ پزشکی در ایران

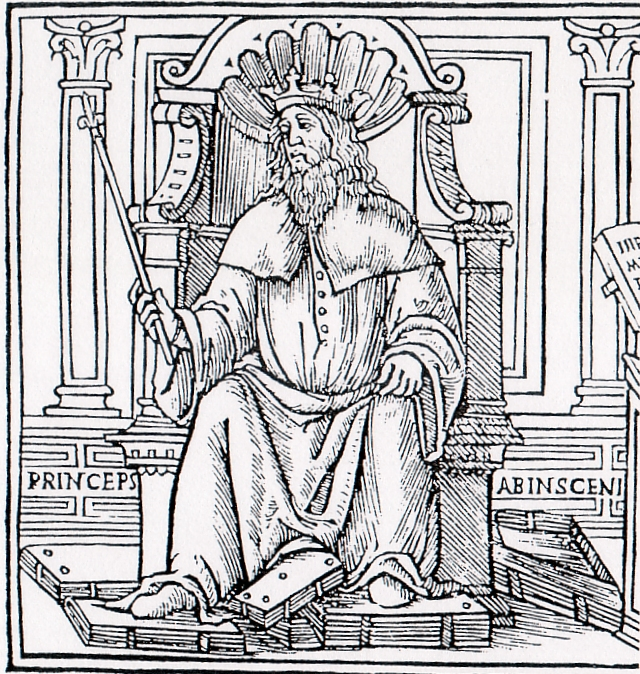
نگاره‌ای از ابن سینا با نام «Princeps Abinsceni» اثر «Gentile da Foligno» چاپ سال ۱۵۲۰ ایتالیا

## سرآغاز پزشکی ایران
تاریخچه پزشکی در ایران از دوره‌ ای آغاز می‌ شود که پارت‌ها در نخستین زادگاه خود یعنی در نزدیکی خوارزم زندگی می‌ کردند و نخستین پزشک آریایی تریتا یا (سریتا) نامیده شده که از جهت شخصیت پزشکی، مانند اسکلپیوس برای یونانیان و آسکولاپیوس برای رومیان است.
متن‌های گوناگون نوشتارهای زبان پهلوی نشان می‌ دهند که «تریتا» در جراحی نیز دست داشته است. تریتا از خواص دارویی گیاهان مختلف نیز آگاهی داشته و به ویژه، خود عصارهٔ آن‌ها را تهیه می‌کرد. همان‌گونه که در یسنای ۹، بند ۱۰ آمده‌ است: «سومین ناموری که گیاه هئوما را فشرد و عصاره آن را مهیا ساخت، تریتا از خاندان سام بود؛ همان که دارای دو پور دلیر، یکی ارواخشیه و دیگری گرشاسب شد».
نام این پزشک، نه تنها در تاریخ پزشکی ایران به جامانده‌است؛ بلکه در هندوستان نیز به عنوان نخستین پزشک آریایی شناخته شده و این نشان می‌دهد که وی هنگامی زندگی می‌کرده که آریاییان هند و ایران از هم جدا نبودند.
پس از تریتا، در آریاویژ و در جایی به نام «ورایماکرت» یک پزشک آریایی به نام یما توانست که گروهی از بیماریان پوستی و استخوانی و دندانی و بسیاری از بیماران دیگر را از افراد سالم تشخیص دهد. ساکنان این ناحیه برای سلامت خود از پرتوهای آفتاب بهره می‌گرفتند. در مینوی خرد پرسش ۶۰ بند ۲ اشاره می‌نماید: ورایماکرت در ایران ویژ، ساخته یما است و هر آیین مردمان و ستوران و پرندگان در آنجا به خوبی زیسته و در آنجا از مردان و زنان، هر چهل سال، نسلی جدید و خانواده‌ای پدید آید و زندگانی آن‌ها بسیار و ایشان را درد و رنج و بیماری کمتر است". ناگفته نماند نام یما نیز مانند تریتا در کتب هنود یادشده‌است.
بقراط ظاهراً نخستین کسی بود که تاریخ طب را به صورت منظم و مدون ارائه کرد و آن را از سحر و جادو جدا ساخت بود (۴۶۰–۳۵۵ قبل از میلاد مسیح). پس از وی جالینوس (سال ۱۹۹–۱۲۹ میلادی) مدرسه جدیدی برای تشریح بنا کرد و آثارش برای مدت بیش هزار سال، اساس عقاید طبیعی‌دانان قرار گرفت. طب مزاجی در واقع، اساس روش درمانی بقراط و جالینوس بود. نجم‌آبادی در کتاب تاریخ طب در ایران، ضمن اشاره به این مطلب می‌نویسد که «مکتب طبی زرتشت خیلی پیش‌تر از مکاتب طبی یونان، در عالم وجود داشته‌است»؛ اما به‌هرحال در میان مورخان درباره سرآغاز طب مزاجی اتفاق نظر وجود ندارد. آقای سیریل الگود نویسنده کتاب تاریخ پزشکی ایران در صفحه ۳۶ این کتاب عنوان کرده‌است:" تا آنجا که از اطلاعات به‌دست آمده معلوم می‌شود، در ایران قدیم وضعیت طب پیشرفته‌تر از آشور بود حتی به جرئت می‌توان پا را فراتر نهاده بودند؛ ایرانیان اصول آن چیزی را که طب یونانی نامیده شده به یونانیان آموزش داده‌اند حتی خود یونانی‌ها هم فرضیه طبایع چهارگانه خود را یک فرضیه بیگانه می‌شناختند و به رسم آن زمان، آن را ایرانی می‌پنداشتند."
در قرن چهارم میلادی بود که مردم و حتی طبیبان کم‌کم روش بنا نهاده‌ شده به‌ دست بقراط و جالینوس را رها کردند و برای درمان بیماری‌ ها به معالجه از راه سحر و طلسم رو آوردند و سال‌های متمادی، روش بقراط و جالینوس به فراموشی نهاده شد.
در جنگ‌های ایران و یونان بود که آثار طبی بقراط و دیگر طبیبان یونانی، به دست ایرانیان افتاد و ایرانیان از آن بهره جستند. در واقع در دانشگاه جندی شابور با ترجمه آثار مهم نویسندگان یونانی، به کمک دانشمندان ایرانی طب یونان دوباره شکوفا شد. بعد از اسلام نیز با شکوفایی ترجمه کتب طبی یونان، دانشمندان ایرانی بزرگی از جمله محمد بن زکریای رازی و ابن سینا ظهور کردند. پیشرفت‌های علمی سریع ایرانیان موجب شگفتی جهانیان شده بود، به‌طوری‌که هر کس به دنبال علم بود پا به این سرزمین می‌گذاشت؛ اما در اروپا شرایط متفاوت بود. در آن زمان در اروپا بیمارستان‌های کمی وجود داشت و شیوه درمانی علمی چندان مرسوم نبود؛ در حالی که در جوامع شرقی بیمارستان‌هایی مجهز به بخش‌های مختلف با تخصص‌های گوناگون وجود داشت.
همچنین آورده‌اند که بیمارستان‌ها دارای کتابخانه، سالن تدریس و داروخانه به‌طور مجزا بوده‌است.
در دوران پیش از رنسانس که اروپا تحت فرمان کلیسا اداره می‌شد اروپاییان کاری نمی‌کردند مگر با انگیزه‌های دینی و خرافات برگرفته از دین مسیحیت؛ طوری‌که در درمان بیماری‌ها نیز به دعادرمانی می‌پرداختند. با فتح شهرهای دنیای شرق توسط مسیحیان، آثار علم و فناوری و تمدن، در این شهرها موجب تعجب اروپاییان شد؛ این مسائل، موجب زمینه‌سازی انقلاب رنسانس در اروپا شد. در دوران رنسانس، کتاب‌های دانشمندان ایرانی به زبان‌های اروپایی ترجمه شدند و این روند باعث پیشرفت اروپایی‌ها شد. گفته می‌شود که در زمینه طب، پس از انجیل کتاب قانون در طب ابن سینا متداول‌ترین کتاب در اروپا شد و طب ابن سینا برای مدت‌ها در اروپا تدریس می‌شد. در این دوران بود که جوامع شرقی دچار جنگ‌های داخلی و حکم‌فرمایی حکام ناشایست و سیاست‌های استعماری دولت‌های اروپایی شدند و به تدریج از علوم دور ماندند.

### طب شیمیایی در مقابل طب مزاجی
پس از رنسانس، اروپایی‌ها به دنبال این بودند که خود را از شرمندگی تقلید دانش از مسلمانان خارج کنند؛ پس تلاش‌های بسیاری انجام دادند. برخی از آنان براندازی سنت‌های عربی را پیشه خود کردند. گفته می‌شود که شخصی به نام پاراسلسوس (۱۵۴۱–۱۴۹۳ میلادی)-که کیمیاگری از سرزمین سوئیس بود-شروع به تدریس پزشکی در «دانشگاه بال» سوئیس کرد و در روز شروع استادی خود، کتاب «قانون» را در آتش سوزاند و این گونه فریاد کشید: «با کمال بی‌باکی به شما می‌گویم که موهای پشت گردن من، بیش از همه دانشمندان شما معلومات دارد. تکمه‌ای در کفش من از ابن سینا خردمندتر است و ریش من از آکادمی شما تجربه بیشتری دارد... و سپس رو به پزشکان حاضر در جلسه کرد و گفت: کلید اصلی پزشکی و به ویژه درمان‌شناسی، قبل از هر چیز در شیمی است…؛ این خودباوری او توسط طبیبان اروپایی تأیید شد و به این ترتیب، مسیر طب تغییر یافت و از داروهای طبیعی به سمت داروهای شیمیایی انتقال یافت»؛ با این حال، داروهای شیمیایی نیز جایگاه خاص خود را در طب سنتی داشتند و به آن‌ها عناوینی مثل داروها «ذو الخاصیت» (یعنی داروهایی که در هر مزاجی و با هر طبعی یک کار مشخص را انجام می‌دهند) داده شده‌است.

### علم پزشکی درجندی‌شاپور
جندی‌شاپور نقشی مهم در تاریخ طب ایران داشته‌است. گفته می‌شود که تأسیس اولیه این شهر به دوران پیشاتاریخ و زمان ورود قوم آریایی‌ها برمی‌گردد و بعدها به دستور شاپور تجدید بنا شده‌است. هدف اولیه وی از این تجدید بنا ایجاد محلی برای استقرار اسیران رومی و یونانی و استفاده از تخصص‌های آنان بود.
در واقع آنچه باعث پیشرفت این شهر شد تمایل شدید پادشاهان ساسانی به جمع‌آوری بخش‌های پراکنده اوستا و مطالب دینی زرتشتی بود. قسمت عمده اوستا-که بیشتر شامل بخش‌های علمی آن بود-با حمله اسکندر و پس از آن بر اثر کم‌توجهی پارتیان، پراکنده شد؛ کریستین سن، تاریخ‌نگار مشهور تاریخ ساسانیان در این باره می‌گوید:
«کتاب‌های مذهبی اوستایی در اثر بقای کیش زرتشتی در دوران تاریک غلبه اسکندر و سال‌های بعد از آن، همچنان محفوظ مانده بود؛ ولی آثار اوستایی در زمینه‌های غیر دینی مانند طب، نجوم، جغرافیا و فنون به‌طور عمده به هندوستان، یونان و کشورهای دیگر پراکنده شده بود. اکنون جمع‌آوری مجدد این آثار، وجهه همت شاپور قرار گرفت و دستورهای لازم دربارهٔ آن صادر گردید. ظاهراً در این دوره در ریشهر، ناحیه‌ای در شوش، هیئتی از نویسندگان تشکیل شد که کارشان ثبت مطالب مربوط به نجوم و علوم سرّی به زبان مخصوص و شاید با علامات رمزی به نام گشتک بود.»
مهاجرت علمای نستوری عامل دیگری بود که باعث پیشرفت علوم قدیم در گندی‌شاپور شد؛ دلیل مهاجرت علمای نستوری این بود که آنان در شهر الرها تحت فشار شدید بودند. شهر الرها یا ادسا به دلیل موقعیت سوق‌الجیشی و مهمش همواره مورد توجه دانشمندان یونانی و ایرانی قرار داشت و مدرسه معروفی به همین نام در آنجا ساخته شده بود. الرها یک شهر کاملاً یونانی بوده و به دلیل نفوذ فراوان کلیسا و علمای مسیحی به‌خصوص پاپ، سایه‌ای از تعصب مذهبی بر آن گسترده شده بود و این، درست برخلاف دانشگاه گندی‌شاپور بود که از هر تعصبی آزاد بوده و محدودیتی برای دانشمندان نداشت.
یکی از دلایل مهم چنین مهاجرتی آزادی مذهبی و نیز صلح و آرامش شهر جندی‌شاپور بود. یک قرن امنیت که نتیجه پایان جنگ‌های بین ایران و روم بود باعث شد که تدریس علوم و به ویژه طب به روال عادی برگردد و این گونه بود که علوم یونانی با مهاجران شهر الرها به ایران آمد. شدت تأثیرپذیری از علوم یونانی به حدی بود که مدرسه گندی‌شاپور کاملاً تحت نظر دانشمندان نستوری اداره می‌شد. سیریل الگود در این باره می‌نویسد:
«هنگامی که شاپور بر تخت سلطنت نشست، شهر را وسعت داد؛ تأسیس دانشگاه نیز در آن شهر به وی نسبت داده شد. تصور می‌شود این دانشگاه تحت نظر سرپرستان کلیسای نستوری اداره می‌شده؛ زیرا پزشکان و روحانیان موظف بودند هر روز پیش از آغاز خدمت روزانه، در مراسم دعای صبحگاهی شرکت کنند.»
از سیر تحولات مدرسه گندی‌شاپور در بقیه دوران حکومت ساسانیان اطلاع چندانی در دست نیست؛ ولی گفته می‌شود که پزشکان متبحری از این مدرسه به اطراف کشور و حتی کشورهای همجوار گسیل می‌شدند که نام برخی از آنان در آثار کسانی مانند سعدی، جاودانه گشته‌است.
زمانی که اعراب به ایران حمله کردند این مدرسه در اوج شکوفایی علمی خود بود. در سال ۶۳۶ میلادی گندی‌شاپور تسلیم سپاه مسلمانان شد و شهرت دانشگاه باعث شد که تا حدودی از گزند حوادث مصون بماند و همچنان به عنوان مرکز پزشکی قدیم و علوم یونانی بابرجا باشد. ولی با این حال بسیاری از آثار و کتاب‌های علمی و پزشکی با حمله اعراب از بین رفت.  بعدها با مهاجرت استادان آن به بغداد، کم‌کم از آوازه این شهر کاسته شد و بغداد جای آن را گرفت.
سیریل الگود درباره طب قدیم می‌گوید: «از جمله، طب عرب در زمان مأمون از منابع مختلفی فراهم گردیده و از همه بیشتر مدیون افکار یونانیان بود و این از روزی که داریوش، دموکدس را مجبور کرد تا مهارت علمی خود را به کار اندازد، روز به روز افزایش یافت؛ با این حال، درست نیست بگوییم که مطالعه آثار یونانی، نخستین بار از سوی خلفای عباسی امکان‌پذیر گردید؛ زیرا اصول طب که در گندی‌شاپور متداول بود نیز تا اندازه زیادی یونانی بوده و تصور می‌رود مدت‌ها پیش از چیرگی عرب بر ایران، ترجمه‌های سریانی در کتابخانه بیمارستان موجود بوده‌است و همچنین نباید افتخار گشایش عصر ترجمه را که در زمان مأمون در بغداد معمول شده و به اوج خود رسیده بود به این خلیفه منسوب دانست.»
سید حسین نصر نیز نوشته که «پیوستگی بزرگ میان طب اسلامی [مسلمانان اکثراً ایرانی] و یونانی را باید در پزشکی اواخر عصر ساسانی خصوصاً در مدرسه گندی‌شاپور جست‌وجو کرد، نه اسکندریه؛ به هنگام ظهور اسلام، گندی‌شاپور بهترین دوران خود را می‌گذرانده‌است. مدرسه مزبور که مهم‌ترین مراکز پزشکی عصر به‌شمار می‌آمد محیطی بود که مرکز تجمع دانشمندانی با ملیت‌های گوناگون بود و سنت‌های پزشکی یونانی، هندی و ایرانی را با هم درآمیخت...»

### پزشکی در ادوار مختلف ایران
پزشکی از دانش‌هایی است که وابسته به مرزها نیست؛ در ایران نیز تاریخ پزشکی آن، با همسایگان پیوستگی دارد؛ مثلاً ابن تلمیذ (۱۰۷۴-۱۱۶۵م) پزشک برجستهٔ چندزبان‌دان عراقی بود که سال‌های بسیاری در ایران تا پس از ۱۱۱۶م/ ۵۱۰ق به پزشکی می‌پرداخت.

## از بین رفتن واژگان فارسی پزشکی
با تصرف ایران توسط اعراب به مرور داشته‌های واژگانی زبان فارسی نیز که در کتاب‌های پزشکیِ فارسی میانه استفاده می‌شد به‌دست فراموشی سپرده شد و تنها برخی از آن‌ها در متون فارسی پزشکی زمان سامانیان بار دیگر دیده شد.
با این روند و به حاشیه رانده شدن زبان فارسی، واژه‌هایی چون دمیدگی‌ها و آماس فارسی، فراموش شده و واژه ورم عربی جایگزین آن‌ها شد؛ واژه فارسی اوادگی‌ها کنار گذاشته شد و مجاری بدن به جای آن به کار رفت؛ این روند، سبب شد که صدها واژه فارسی پزشکی از استفاده افتاد و برای نمونه، پی، برسام، آزاددرد، تَری‌ها، چکمیزک، پُرگار و دوسگر فارسی به فراموشی سپرده شد و (به ترتیب) کلمات عربی عصب، ذات‌الجنب، نقرس، ترشحات، سلس البول، تقطیر البول و لزج جایگزین آن‌ها شد.‎ 
در زمان رضاشاه پهلوی با تأسیس فرهنگستان زبان فارسی شماری از واژه‌های فارسی پزشکی به زبان فارسی بازگردانده شد؛ مانند ماهیچه، سیاهرگ و زردپی (برای عضله، ورید و تاندون)؛ هر چند در دوره بعدی، همچنان پرهیز زیادی در استفاده از بسیاری از آن‌ها وجود دارد.
بندگاه، گُرده، آبدان، کرکرانک و بَربوره... از دیگر نمونه واژه‌های فارسی هستند که اکنون در متون امروزی فارسی، جای خود را به مفصل، کلیه، مثانه، غضروف و جرب عربی داده‌اند.

#### طب در دوره امویان
یک قرن و نیم ابتدایی استیلای اعراب مسلمان بر ایران، جزو دوره‌های پرابهام تاریخ ایران است؛ در واقع، اطلاعات موجود از وضعیت علمی، سیاسی و اجتماعی این دوران، بسیار اندک است. ا.س.کندی در این باره می‌گوید: «از قضا آگاهی ما دربارهٔ علم عصر ساسانی بیش از اطلاع ما در همین زمینه در دوره استیلای عرب است.»
در نتیجۀ این کمیِ اطلاعات، دیدگاه‌های متفاوت و گاه متضاد در بین تاریخ‌نویسان وجود دارد؛ چنان‌که برخی، اعراب را بی‌فرهنگ و دشمن علم دانسته‌اند.
سده یکم هجری به جنگ و پیکار و کشورگشایی و کشمکش‌های خلاف و سرداران عرب برای کسب قدرت و رهبری خلافت گذشت و کشورهای متمدن گشوده‌شده هم، بواسطه هجوم تازیان و مسلمانان و در اثر پیکار و به‌هم خوردگی و دگرگونی فرصت سیر طبیعی و پیشبرد مراحل فرهنگی را از دست دادند و کسی مجال غور و بررسی در علوم و فنون را پیدا نکرد و در نتیجه این قرن از لحاظ دانش و هنر موقعیت درخشانی ندارد و آثاری هم از خود بجا نگذارده‌است. تازیان با زبان و خط و کتب و کتابخانه‌های ایران مخالف و از هر گونه رفتار شدیدی در برانداختن آن‌ها فروگذار نکردند. قتیبه بن مسلم سردار عرب در خوارزم دانشمندان را از دم شمشیر گذرانید و کتاب‌ها را سوزانید و مردم امی و بی‌سواد را مصونیت داد.
و برخی دیگر توصیه‌های اسلام در خصوص لزوم یادگیری علوم را مورد تأکید قرار داده و مسلمانان را طرفدار و دوستدار علم دانسته‌اند.
شکی نیست که در هجوم تازیان، بسیاری از کتاب‌ها و کتابخانه‌های ایران دستخوش آسیب فنا گشته‌است. این دعوی را از تاریخ‌ها می‌توان حجت آورد و قرائن بسیار نیز از خارج، آن را تأیید می‌کند. حسین نصر در این باره ادعا کرده‌است: «از یک جهت، فعالیت علمی این دوره، ادامه فعالیت‌هایی بوده که از اواخر عصر ساسانی آغاز شده بود؛ اما به مقیاسی بسیار وسیع‌تر»
از شواهد تاریخی بر می‌آید که در این دوران، رکود علمی، کم‌وبیش وجود داشت؛ دلیل این رکود علمی را چند چیز می‌توان دانست که مهم‌ترین عامل آن، این بوده که اعراب مسلمان، چیزی بیشتر از علم و فرهنگ ایرانیان نداشتند تا به ایرانیان بدهند. دیگر اینکه در دوران امویان، ایران دچار حوادث و آشوب‌های بسیاری بود و در نتیجه، دانشمندان و پزشکان به جای توجه به علم، به فکر جان و مال خود بودند. دیگر اینکه ایران تصرف شده بود و بنابراین از دید اعراب مسلمان، عرصه‌ای برای گسترش اسلام و نیز منبع ثروتی برای تأمین مخارج حکومت اسلامی‌شان بوده و به همین دلیل، دیگر در ایران، جایگاهی برای دانش‌پروری باقی نماند. ویکتور دانر در این باره می‌گوید:
«در ابتدای دوران اموی به بخش ایرانی جهان اسلام توجه اندکی شده بود؛ زیرا مرکز صحنه که در دست پیشگامان و راهنمایان بود، نخست در حجاز و سپس بعدها در دمشق و بغداد قرار داشت که این امر تا حد زیادی، بواسطه خاستگاه‌های اسلام در حجاز و جابه‌جایی‌های بعدی پایتخت آن، و انتقال بعدی مراکز فرهنگی به جاهای دیگر بود.»

#### طب در دوره عباسیان
با روی کار آمدن عباسیان نگرش طبقاتی و برتری عرب بر عجم، کم شد و در نتیجه، خلفا تمایل بیشتری به حضور ایرانی‌ها پیدا کردند؛ از نمونه‌های بارز این موضوع، حضور طبیبان ایرانی در دستگاه خلافت از زمان حکومت منصور به بعد بود. طبق شواهد تاریخی، این حضور به حدی پررنگ بود که برخی نویسندگان بیان کرده‌اند که منصب وزارت-که در ابتدای دوران عباسی شکل گرفت-بیشتر در اختیار پزشکان قرار می‌گرفت.
درباره آغاز نفوذ پزشکان غیرعرب به دربار خلیفه عباسی، منصور، گفته شده که وی به دلیل بیماری سوءهاضمهای که همواره از آن رنج می‌برد و طبیبان مخصوص خلیفه از درمان آن، ناتوان بودند، از «جورجیس بختیشوع» رئیس دانشگاه گندی‌شاپور برای آمدن به بغداد دعوت کرد و بختیشوع پس از این دعوت، پسرش را به عنوان رئیس دانشگاه منصوب کرده و خودش به همراه تعدادی از همکارانش به بغداد عزیمت کرد. این حضور در واقع به عنوان نقطه‌عطفی برای خاندان بختیشوع و همه پزشکان غیرعرب به حساب می‌آید؛ چون اولاً به غیر از جورجیس-که افزون بر علم طبابت، در علم ترجمه هم متبحر بود و دراین زمینه، شهرتی به‌سزا داشت و گفته می‌شود از نخستین مترجمان آثار طبی به زبان عربی بود-بقیه خاندان او و فرزندانش برای سالیان دراز (تا زمان عضدالدوله) در دربار خلفای عباسی می‌زیستند. فرزندان بختیشوع گرچه اعتبار علمی پدر را نداشتند و بیشتر به امور سیاسی مشغول بودند؛ ولی به هر حال همواره مقرب دربار عباسیان بودند. ثانیاً حضور آنان به منزله فتح بابی بود برای حضور دیگر طبیبان غیرعرب در دستگاه خلافت که از مهم‌ترین آن‌ها می‌توان به خاندان ماسویه طبیب اشاره کرد. در کتاب مختصر الدُوَل در باره این اتفاق چنین نوشته شده‌است: «این هیئت با عزت و احترام، مورد استقبال قرار گرفت و چند روز بعد، خلیفه، داستان بیماری اسف‌انگیز خود را با جورجیس در میان گذاشت و با کمال خوش‌وقتی، وعده درمان خود را از او استماع کرد. معالجه با موفقیت کامل انجام گرفت و در پی آن، از جورجیس خواسته شد که با سمت سرپِزشک خلیفه، در دربار باقی بماند.»
ماسویه به همراه دو پسرش میکائیل و یوحنا وارد دستگاه خلافت هارون الرشید شده و به دلیل آوازهِ علمی به رقابت با خاندان بختیشوع پرداختند. گفته می‌شود که یوحنا از شهرت علمی و طبی بیشتری برخوردار بود و در دوران چهار خلیفه عباسی یعنی مأمون، معتصم، واثق و متوکل به امر طبابت و ترجمه آثار یونانی اشتغال داشت. الگود در مورد او می‌گوید: «یوحنا فرزندی نداشت که نام او را زنده نگه دارد؛ ولی در عوض، آثار فراوانی از خود به یادگار گذاشت؛ این نوشته‌ها تقریباً همه رشته‌های طب، از جمله، طب بالینی، زنان، داروسازی و تشریح را حتی به صورتی ساده‌تر دربرمی‌گیرند.»
نهضت ترجمه-که از دوران عباسی آغاز شده بود-در دوران مأمون با شروع به کار بیت الحکمه به اوج خود رسید و یکی از دوره‌های مهم تاریخ پزشکی است. اشتیاق فراوانی بین مترجمان که بیشتر آن‌ها طبیبان دربار بودند، برای ترجمه آثار طبی یونانی وجود داشت و حمایت خلفا از این حرکت علمی و نیز دقت مترجمان برای ترجمه این آثار، از جمله عواملی بودند که این دوران را به دوره‌ای طلایی در شکوفایی علمی به‌خصوص طبابت تبدیل کرد. اهمیت این حرکت علمی، از نظر ترجمه آثار و پیشرفت‌ها ی علوم در حدی است که برخی نویسندگان این دوران را معادل دوره تجدید حیات علمی در غرب می‌دانند و معتقدند که مترجمان اروپایی از نظر سبک ترجمه و دقت لازم به مراتب از همکاران عرب خود عقب‌تر بودند.
بیشتر این مترجمان، طبیبان مسیحی بوده و در دربار زندگی می‌کردند. در کتاب طبقات الطباء اسم تعدادی از این پزشکان آمده‌است که از بارزترین آن‌ها می‌توان به اسرائیل بن ذکریا، ثابت بن قره، یوسف الساهر، سنان بن ثابت، هلال بن ابراهیم... اشاره کرد.
چشم‌پزشکی یکی از شاخه‌های پزشکی بود که در این دوران به شکوفایی رسید؛ البته مسلمانان در داروسازی هم پیشرفت‌هایی داشتند؛ ولی ایجاد روش‌های نوین در چشم‌پزشکی از دستاوردهای برخی از پزشکان مسلمان بود. گفته شده که مسلمانان دانسته‌های رومیان و یونانیان را از راه ترجمه به‌دست آورده و سپس بر آن‌ها افزودند. با پیشرفت این علم، پزشکان مسلمان توانستند شمار قابل توجهی از انواع بیماری‌های چشم را تشخیص داده و شیوهِ درمان آن‌ها را ارائه کنند. در زمینه جراحی چشم نیز پزشکان مسلمان به پیشرفت‌های چشم‌گیری دست پیدا کردند.
در دوران خلافت متوکل به دلیل سخت‌گیری‌ها و تعصبات او در مسایل مذهبی، انسان‌های غیر مسلمان به‌خصوص پزشکان حرفه پزشکی، سخت تحت فشار قرار گرفت. در دوره وی با کاهش حمایت خلیفه، شکوفایی علوم کاهش یافت و سیاست وی باعث ایجاد رکود در طبابت شد.

#### آل بویه و تحولات علم طب

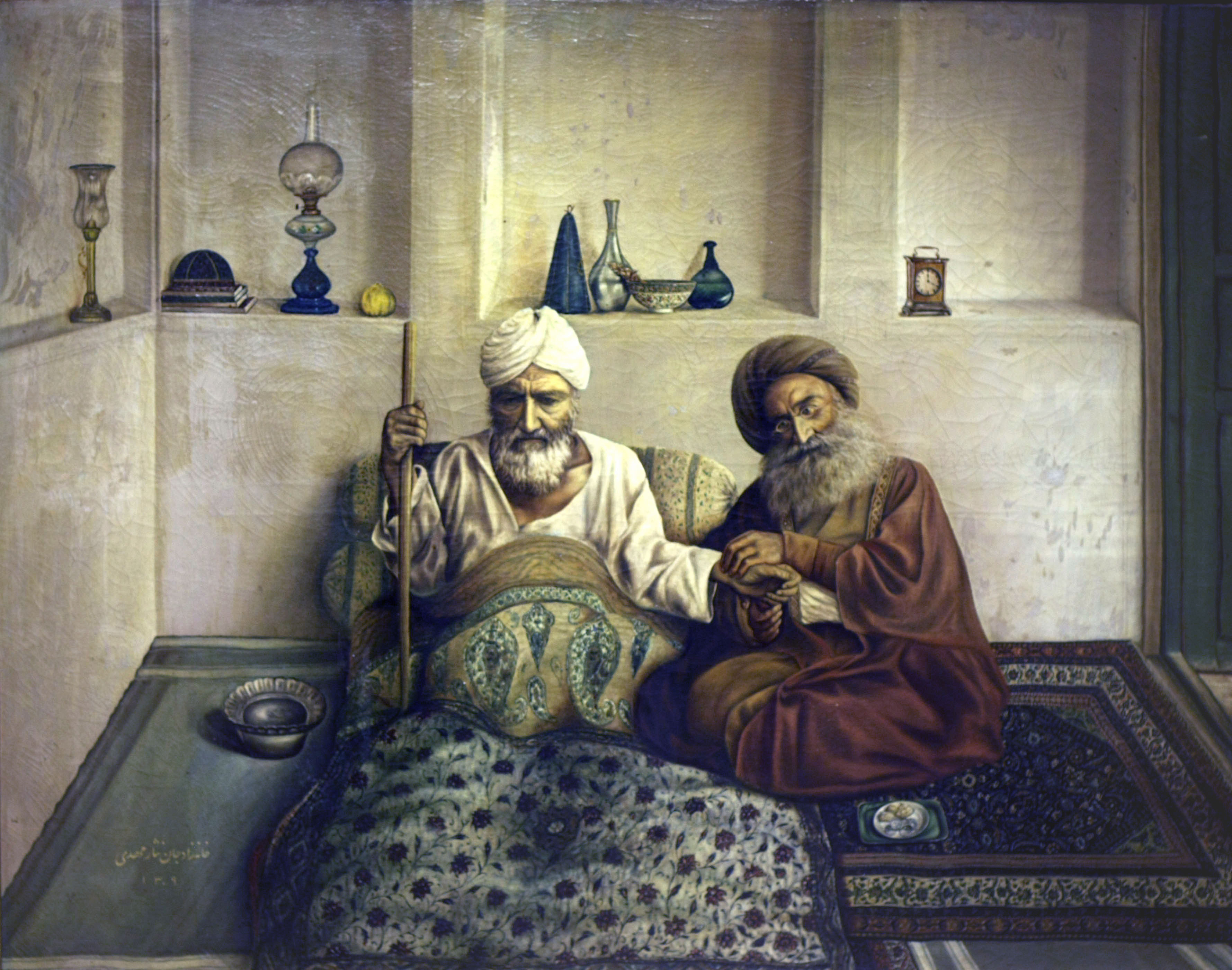
اثر مصورالملک در سال ۱۲۷۰ شمسی

شروع خلافت آل‌بویه و اِعمال نفوذ آنان در دستگاه خلافت، باعث ایجاد فضای نسبتاً مناسبی برای رشد دانش و فرهنگ شد و طبیبان دوباره به کارهای علمی روی آوردند و باز، وضعیت برای شکوفایی طب فراهم شد. ابن العبری در کتابش درباره این دوران می‌گوید:
«بدین ترتیب، این‌گونه مطالعات و تفکراتی که مرده بودند جانی تازه یافتند و مشتاقان این حقایق-که پراکنده بودند-بار دیگر انجمن آراستند؛ جوانان به تحصیل و مطالعه تشویق شدند و پیران به ارشاد و تربیت مأمور گشتند؛ میدان آزاد و وسیع شد و بازار قابلیت‌ها که قبلاً خریدار نداشت گرم و رایج گردید.»
یکی از کارهای مهم آل‌بویه به‌خصوص عضدالدوله، تلاش فراوان برای احداث بیمارستان بوده که باعث شد بیمارستان‌های بسیاری در شهرهای گوناگون ساخته شود؛ بیمارستان‌هایی که در دوران مسلمانان در شهرهای مختلف ساخته می‌شد، غالباً الگوی بیمارستان گندی‌شاپور را داشتند و مرکز گندی‌شاپور برای سال‌های متوالی تأمین‌کننده کادر پزشکی و پرستاری این بیمارستان‌ها بود؛ در این بیمارستان‌ها، مانند مراکز درمانی دانشگاهی امروزی عمل می‌کردند؛ یعنی همه کارهای پزشکی و داروسازی انجام می‌شد و افزون بر آن، طبیبان باتجربه به آموزش طبیبان جوان می‌پرداختند. در تاریخ آمده‌است که قبل از عضدالدوله، بیمارستانی در قسمت قدیمی شهر ساخته شده بود که به سوی دروازه کوفه قرار داشت.
این بیمارستان از قدیم به مریض‌خانه مرکزی بغداد مشهور بوده و بیشتر پزشکان بغداد، از بختیشوع تا زمان ساخت بیمارستان عضدی، در آنجا کار می‌کردند. عضدالدوله علاقه فراوانی به ترجمه مطالب علمی و پزشکی داشت و بیمارستان‌های مجهزی را در شهرهای مختلف احداث کرد از جمله بیمارستان بغداد که طبق شواهد تاریخی بسیار بزرگ و مجهز بوده‌است.
دراین دوران بود که بوعلی سینا، رازی و بسیاری دیگر از دانشمندان و طبیبان نامدار پرورش یافتند.

### پزشکی مدرن در ایران

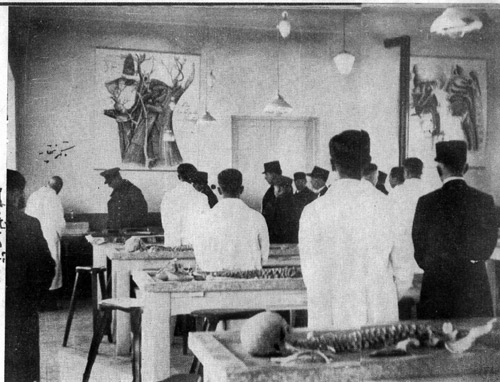
دکتر ابوالقاسم بختیار و رضا شاه در مراسم افتتاح دانشکده پزشکی دانشگاه تهران در سال ۱۳۱۳

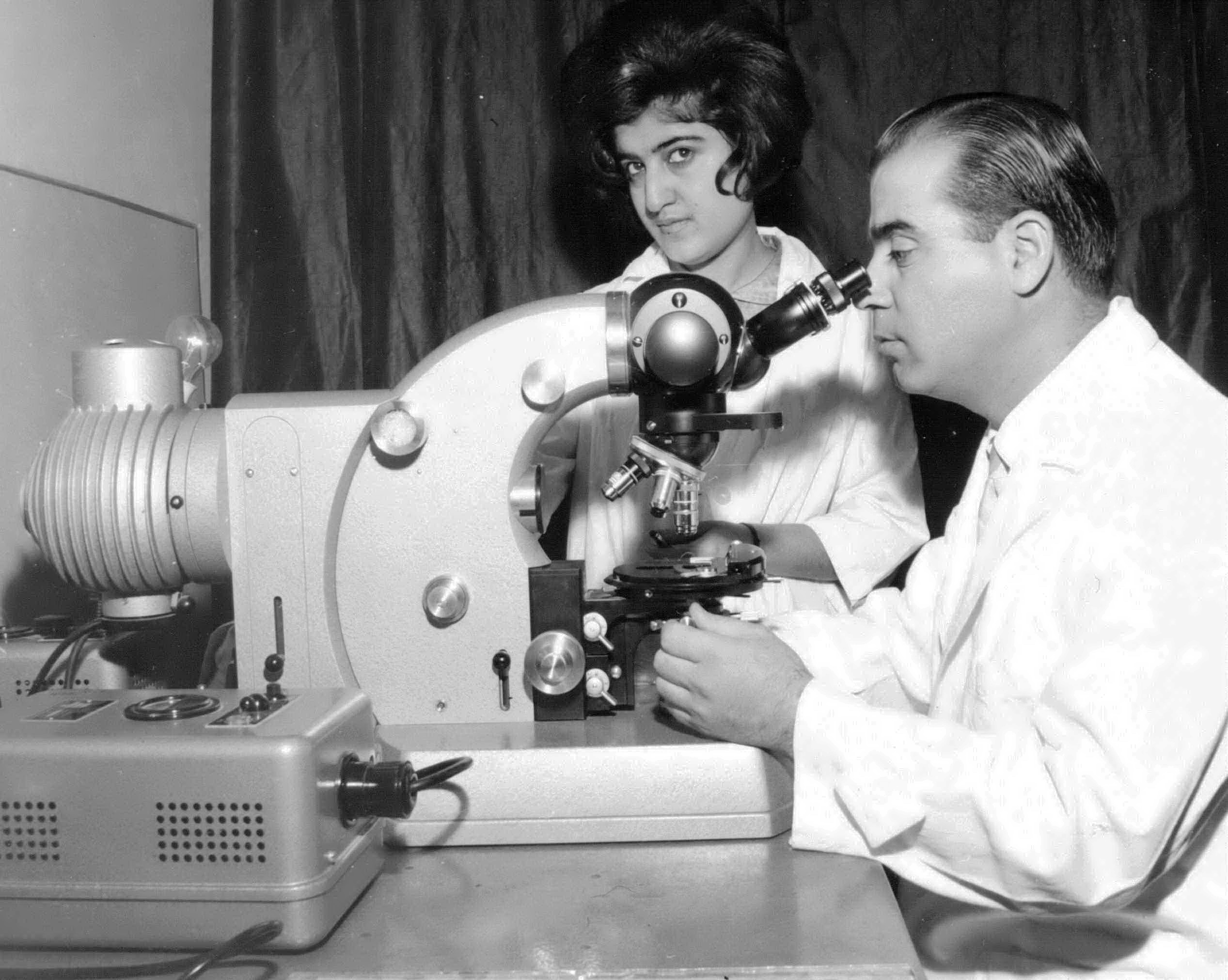
آزمایشگاه بیمارستانی در تهران، دهه ۱۹۷۰

نخستین مرکز نوین آموزش پزشکی در سال ۱۲۳۰ با تلاش میرزا تقی خان امیرکبیر به‌عنوان بخشی از مدرسه دارالفنون پایه‌گذاری شد. یاکوب ادوارد پولاک اتریشی به‌عنوان آموزگار حکمت و طب و جراحی و نیز «فوکتی» ایتالیایی به‌عنوان آموزگار علوم طبیعی و داروسازی در دارالفنون استخدام شدند؛ «پولاک» به تدریج، فارسی آموخت و با کمک نخستین شاگردانش به نگارش کتاب‌های پزشکی به زبان فارسی و نیز معادل‌یابی دقیق واژگان پزشکی فرانسوی پرداخت که جزونخستین کتاب‌های مدرن پزشکی فارسی به‌شمار می‌آیند.
پولاک بنیان‌گذار و نخستین انجام‌دهنده بسیاری اقدامات پزشکی مدرن در ایران است؛ از جمله، نخستین عمل جراحی مدرن که در دسامبر ۱۸۵۲ انجام شد و در آن، فوکتی برای نخستین بار در ایران از اتر برای بیهوشی استفاده کرد، یا کالبدشکافی یکی از معلمان فوت‌شده دارالفنون که اولین نمونه از بررسی‌های پزشکی قانونی در ایران هم محسوب می‌شود؛ پس از آن، چند تن از شاگردان برای تکمیل تحصیلات به فرانسه اعزام شدند؛ ولی نخستین کسی که در ایران درجه دکتری گرفت خلیل خان ثقفی (اعلم‌الدوله) است که در ۱۳۰۵ فارغ‌التحصیل شد.
در هفتادمین سالگرد تأسیس دارالفنون، شعب طب و داروسازی آن جدا شد و با عنوان «مدرسه طب و داروسازی» به فعالیت ادامه داد. تا سال ۱۳۰۳ مدرسه در همان دارالفنون دایر بود که در این سال به یکی از حیاط‌های عمارت مسعودیه منتقل شد. در سال ۱۳۱۳ با تصویب قانون تأسیس دانشگاه مدرسه طب و داروسازی به یکی از دانشکده‌های این دانشگاه تبدیل شد. سالن تشریح نخستین بخش از محوطه اصلی بود که شروع به کار کرد. در سال ۱۳۱۸ پروفسور شارل ابرلن از آسیب‌شناسان به نام دنیا به ریاست دانشکده پزشکی درآمد. پس از وی امیراعلم و سپس جواد آشتیانی این ریاست را بر عهده داشتند. در سال ۱۳۱۳ شرط تکمیل دوره طب طی کردن پنج سال تحصیل بود که در سال ۱۳۱۵ به ۶ سال افزایش یافت و در ۱۳۳۶–۳۷ با یک سال کارورزی به ۷ سال رسید که تا امروز بدون تغییر مانده‌است. از سال ۱۳۳۵ دانشکده‌های دندانپزشکی و داروسازی مستقل شدند. در ۱۳۴۰ برای دانشکده چهار رشته پزشکی، جراحی، بیماری‌های زنان و مامایی تعیین شد. در سال‌های بعد دانشکده‌ها و مراکز آموزشی دیگری در شهرهای دیگر ایران بنا شدند.

### متن عنوان
''''

1. ↑  متن پررنگ